# Université du Nord (Colombie)
Pour les articles homonymes, voir Université du Nord.
L’université du Nord (en espagnol Universidad Del Norte) est une université privée située à Barranquilla, en Colombie.